# Kolonia Siekanie
Kolonia Siekanie – kolonia w Polsce, położona w województwie łódzkim, w powiecie sieradzkim, w gminie Złoczew.
Wchodzi w skład sołectwa Broszki.
W latach 1975–1998 Siekanie administracyjnie należało do województwa sieradzkiego.
Przed 2023 r. miejscowość nosiła nazwę Siekanie i była częścią wsi Broszki